# Vaginulininae
Vaginulininae es una subfamilia de foraminíferos bentónicos de la familia Vaginulinidae, de la superfamilia Nodosarioidea, del suborden Lagenina y del orden Lagenida. Su rango cronoestratigráfico abarca desde el Pliensbachiense (Jurásico inferior) hasta la Actualidad.

## Clasificación
Vaginulininae incluye a los siguientes géneros:
- Citharina †
- Citharinella †
- Flabellinella †
- Planularia
- Psilocitharella †
- Saracenella †
- Tentifrons †
- Tentilenticulina †
- Vaginulina

Otros géneros considerados en Vaginulininae son:
- Megathyra, aceptado como Planularia
- Pseudocitharina, aceptado como Citharina
- Pseudovaginulina, aceptado como Citharina
- Saccularia, aceptado como Citharina